# Fasciculipora
Fasciculipora is een geslacht van mosdiertjes uit de familie van de Frondiporidae en de orde Cyclostomatida. De wetenschappelijke naam ervan werd in 1846 voor het eerst geldig gepubliceerd door Alcide d'Orbigny.

## Soorten
- Fasciculipora bellis MacGillivray, 1884
- Fasciculipora carinata Ortmann, 1890 (taxon inquirendum)
- Fasciculipora fruticosa MacGillivray, 1884
- Fasciculipora laevis MacGillivray, 1891
- Fasciculipora maeandrina Borg, 1944
- Fasciculipora pacifica Osburn, 1953
- Fasciculipora parva Moyano, 1974
- Fasciculipora ramosa d'Orbigny, 1842
- Fasciculipora simplex Ortmann, 1890 (taxon inquirendum)
- Fasciculipora yesoensis Mawatari & Mawatari, 1974

Niet geaccepteerde soort:
- Fasciculipora digitata Busk, 1875 → Telopora digitata (Busk, 1875)